# 森下雄一郎
森下 雄一郎（もりした ゆういちろう、1977年6月20日 - ）は、元米国プロバスケットボール選手である。現役時代のポジションはポイントガード。アメリカのストリートバスケットボールを経て、日本人初のNBDLドラフト指名を受け、NBA入りに最も近づいた日本人選手としても知られる。2009年に引退し日本の活動家となる。持続可能な未来を目指し、世界各地の平和や貧困、環境問題に取り組む活動を行っている。

## 経歴

### 18歳で単身渡米－米国プロバスケットボール選手となる―
1977年、兵庫県で生まれ、小学校5年生からバスケットボールを始める。高校卒業後はインターハイへの出場や国内大学のスポーツ推薦枠に挑戦するも、いずれも叶わず、建築の専門学校へ進学。しかしバスケットボールへの情熱を捨てきれず、半年間アルバイトで資金を貯め、1996年に18歳で単身アメリカへ渡った。
米国での生活は、黒人街のストリートコートから始まり、1998年に大学バスケットボールリーグに参戦。全米各地のプロマイナーリーグでプレイするようになる。2003年には、日本人初のNBDL(当時の名称)からドラフト指名を受け、「最もNBAに近い日本人」として注目される。※KDDIのコマーシャルや「情熱大陸」などのメディアに取り上げられた。
2005年には米国のストリートバスケットボールチーム「AND1 Mixtape Tour」にアジア人として初参加。帰国後、2009年に現役を引退する。

### 活動家への転身
現役中の2004年から帰国時に日本各地で講演やワークショップを開催。2009年に兵庫県での凱旋試合を最後にバスケットボールから退き、SENDto2050 PROJECTを設立。このプロジェクトは2050年までに持続可能な社会の実現を目指し、発展途上国での水や食料、教育支援、戦地や災害地での支援活動に注力している。活動を通じて人種や文化の違いを認め合い、異なる背景を持つ人々が互いを尊重し合う世界の実現に取り組んでいる。

### 主な活動
世界各地での人道支援活動を個人で行っている。最も支援が必要とされる地域は往々にして危険な場所であり、現地の状況が不明瞭なため、まずは実際に現地に赴き地域住民からの情報をもとに支援を行う地域や内容を決定している。
支援活動においては物資提供のみならず、異なる文化や背景を持つ人々との対話を通じた相互理解の重要性を強調している。このアプローチにより、単なる支援にとどまらず、現地の人々との関係構築と相互理解を通じた信頼の醸成を重視した活動を展開している。
1. アフリカ大陸支援 - 縦横断し25か国以上で人道支援を行う。紛争地で対立する両部族への救援も行い、国際NGOの支援が届かない地域を中心に生活環境の改善を支援。
2. ロシア・ウクライナ紛争支援 - 2021年、ロシア軍によるウクライナ侵攻直後に現地に入り、新ロシア派避難民およびウクライナ側を支援。
3. ミャンマー内戦支援 - 内戦により国内外からの支援が届かない地域での食糧支援。
4. ガザ支援 - イスラエル侵攻直後、ガザ周辺の避難民へ支援物資を提供。
5. シリア大地震支援 - 地震被害が甚大であるにもかかわらず、政治的制約により支援が届かなかったシリア地域での救援活動。
6. リビア大洪水支援 - 国家分裂による紛争から支援が滞るリビアで、甚大な洪水被害を受けた地域への支援。
7. アフガニスタン人集落への洪水支援 - パキスタンで発生した大洪水の際、政治的制約により支援が届かなかった国内に住むアフガニスタン人の集落での救援活動。
8. 台湾地震支援 - マグニチュード7.2の地震が発生した台湾東部の花蓮では、被害が大きく山奥で孤立した集落があった。この集落に対し、緊急救援を行い、生活必需品などを提供。
9. ニューギニア島での紛争支援 - 800以上の部族が暮らすニューギニア島内の地域で部族間紛争が発生し、紛争地で苦しむ人々に対しての救援活動。
10. 日本国内災害支援 - 能登半島地震で飲料水などを迅速に届ける支援を行う。その他、支援実績多数。

### 水路掘削プロジェクト
毎年アフリカをはじめとした最貧困地域での水路掘削活動を行っている。これらの地で生きる多くの子どもたちは飲料水確保のため、一日約10時間かけて泥水を運ぶ生活を余儀なくされている。このような状況はメディアの注目をほとんど得られず、国際的な支援も届かないことが多い。森下は"安全な飲料水の確保"が貧困地域における生命維持の最重要課題であると考え、毎年水路掘削を行うことで、子どもたちが安全な水を得られる環境の構築を目指している。

### 広島・長崎での平和活動
広島と長崎で被爆者約50人から直接聞いた被爆証言や平和への願いを収録したビデオ、ならびに原爆資料館から譲り受けた30枚の原爆ポスターを用い、世界各国に平和のメッセージを伝える取り組み。活動は現地の学校や地域コミュニティを訪問し、原爆資料を展示することで、被爆者の平和への思いを紹介することを主な内容としている。また、「それぞれの平和」をテーマに若者と意見交換を行い、平和への理解を深めるることを目指している。

この活動の功績が認められ、2020年度に公益財団法人ヒロシマ平和創造基金から国際交流奨励賞を受賞し、翌年2021年には長崎市から長崎平和特派員に認定された。
1. ↑  “ヒロシマ平和創造基金”. www.hiroshima-pcf.or.jp. 2024年10月27日閲覧。
2. ↑  “長崎市│長崎平和特派員”. www.city.nagasaki.lg.jp. 2024年10月27日閲覧。